# Бінод Сінґх
Бхай Бінод Сінґх (пенджаб. ਬਿਨੋਦ ਸਿੰਘ; д/н –1716) — джатедар (очільник) сикхів у 1711—1716 роках.

## Життєпис
Був онуком або праонуком гуру Ангад Дева. Замолоду став прихильником реформ гуру Ґобінд Сінґха. Брав участь у військових кампаніях проти монгольських військ. 1708 року разом з небагатьма супроводжував гуру Нандера в декані, де того згодом було вбито могольським найманцем. У хроніках Буда Дала Ґобінд Сінґх призначив Бінода Сінґха головою Халси (сикхської громади). Втім незважаючи на бажання останній не змігогоосити себе гуру, оскільки перед смертю Ґобінд Сінґх заборонив це робити.
По поверненню до Пенджабу стикнувся з діяльністю Банда Сінґх Бахадура, що оголосив себе сином Ґобінд Сінґха, намагаючись очолити усіх сикхів. До 1709 року вони діяли окремо. Зрештою приєднався до Банда Сінґх Бахадура, брав участь у битві при Соніпаті, де сикхи здолали моголів, 1710 року — захоплені міста Сандхаура, битві біля Чаппар-Чірі, де зазнав поразки могольський очільник Вазир-Хан, субадар Сірхінда. Після завоювання провінції Сірхінд прикордонний район Карнал, що межує з територією Делі, був довірений Біноду Сінґху.
Протягом 1710 року продовжив наступ на могольські залоги. У жовтні 1710 року, Бінод Сінгх провів 4 битви: при Тарорі, при Аміні (за 25 км на північ від Карнала), при Танесарі (за 8 км на північ), і при Шахабаді (за 22 км на північ від Танесара).
У 1714 році відбувся розкол з Банда Сінґх Бахадуром, який намагався змінити низку правил гуру Ґобінд Сінґха. В результаті утворилася група, що називала себе татва хальса (справжня хальса), яку очолив Бінод Сінґх. Це було викликано намаганням Банди отримати фактичний статус гуру. Цим скористалися могольські війська, що у 1715 році завдали обом групам сикхів поразок. Зрештою в полон потрапив Банда Сінґх Бахадур, якого було страчено. Бінод Сінґх ймовірно загинув під час різанини, влаштованої могольськими військами в Гоїндвалі, де отаборився Бінод. Новим джатедаром став Дарбара Сінґх.